# 문해남
문해남(1960년 ~ , 전라북도 전주)은 대한민국의 전 공무원이다.

## 학력
- 전주고등학교
- 1984 : 단국대학교 행정학 학사
- 1986 : 서울대학교 행정대학원 행정학 석사
- 1994 : 스웨덴 세계해사대학 항만경영학 석사
- 2008 : 국방대학교 안보과정

## 경력
- 1987 : 제31회 행정고시 합격
- 1988 : 수습사무관
- 1989 : 해운항만청 여수지방해운항만청 행정사무관
- 1991 : 해운항만청 부산지방해운항만청 행정사무관
- 1992 : 해운항만청 행정사무관
- 1996.12 : 해양수산부 기획예산담당관실(서기관)
- 1997.10 : 해양수산부 기획관리실 법무담당관
- 1997.12 : 제15대 대통령직인수위 행정관
- 1998.03 : 해양수산부 수산정책국 유통가공과장
- 2000.01 : 해양수산부 해양정책국 해양개발과장
- 2000.08 : 해양수산부 장관 비서관
- 2002.01 : 대통령비서실 경제수석실 농림해양수산비서관실 행정관
- 2003.03 : 해양수산부 해운물류본부 해운정책과장(부이사관)
- 2004.04 : 대통령비서실 민정수석실 민정비서관실 행정관
- 2006.03 : 대통령비서실 인사수석실 인사제도비서관 (고위공무원 나급)
- 2006.06 : 대통령비서실 인사수석실 인사관리비서관
- 2007.07 : 해양수산부 해운물류본부장
- 2009.02 : 2012 여수세계박람회조직위원회 기획본부장, 서비스운영본부장
- 2011.02 : 국토해양부 인천지방해양항만청장
- 2012.02 : 국토해양부 항공정책실 항공안전정책관
- 2013.05 ~ 2014.12 : 해양수산부 해양정책실장(고위공무원 가급)
- 2015.01 ~ 2015.12 : 한국해양과학기술진흥원(KIMST) 자문위원
- 2016.03 ~ 2019.12 : (주) 삼미, (주) 키친보리에, (주) 삼미건설 부사장
- 2017 ~ : 한국해양재단 이사
- 2017.12 ~ : 김앤장 법률사무소 비상임고문
- 2021.02 ~ : 인천항만공사 항만위원(비상임이사)